# Jardin des Vestiges
Le jardin des Vestiges est un jardin abritant les vestiges archéologiques du Port antique de Marseille, en France.
Le site, situé derrière le Centre Bourse dans le 1er arrondissement et qui fait l’objet d’un classement au titre des monuments historiques, a été mis au jour en 1967. Le jardin a été créé par Joël-Louis Martin, architecte paysagiste et il fait aujourd'hui partie du Musée d'histoire de Marseille.
Ouvert au public en 1983, le Jardin des Vestiges a été rénové de septembre 2018 à septembre 2019, et a ainsi pu à nouveau ouvrir le 20 septembre 2019.

## Découverte

Limite de l'ancien rivage du port de Marseille vers le. En 1. se trouve le Jardin des vestiges.

Au cours des travaux réalisés en 1967 pour la construction d'un centre commercial au cœur de Marseille dénommé « Centre Bourse », d'importants vestiges archéologiques ont été mis au jour. L'ampleur de cette découverte qui concernait les fortifications grecques de Marseille, des enclos funéraires et une partie de l'ancien port, a nécessité le classement en monument historique d'environ 10 000 m2. La zone restante, soit 20 000 m2, a été sacrifiée pour la construction du Centre Bourse. Cette zone a été fouillée pendant une dizaine d'années par la direction des Antiquités historiques et le CNRS. Des sondages complémentaires ont été réalisés ultérieurement notamment en 1994.
Il s'agit en fait d'une aire de contact entre d'une part la ville antique qui se situait au nord du vieux port actuel et englobait la butte de Saint-Jean Saint-Laurent, la place des Moulins et la butte des Carmes, et d'autre part une zone suburbaine et portuaire à l'extérieur des remparts. 
Un jardin, entouré sur trois côtés par le centre commercial, a été aménagé pour mettre "en valeur" ces différents vestiges résultats de l'une des plus importantes fouilles urbaines de l'après-guerre réalisée en France. Les objets découverts sont exposés au musée d'histoire de Marseille.

## Vestiges archéologiques

### Port antique et quais

Plan des vestiges de la Bourse.

À l'époque grecque, le vieux port s'étendait plus à l’est et remontait vers le nord-est en formant ce que l’on appelle la corne du port qui aboutissait à une zone marécageuse. Ainsi l’emplacement où se trouve l’église des Augustins était occupé par le port.
Cette corne du port, aujourd’hui plantée de gazon, s’étalait devant les remparts de la ville. Les quais actuellement visibles datent de l'époque romaine et sont conservés sur une longueur de 180 m ; des escaliers servant au déchargement des marchandises sont encore visibles.
Ce plan d’eau s'envase progressivement et sert de dépotoir. On y abandonne toute sorte de déchets : vaisselle et objets divers. Un bateau de 23 m de long y est même abandonné vers le IIIe siècle. Ce bateau s'est progressivement enfoncé dans la vase, ce qui a assuré sa conservation. Mise au jour au cours des fouilles, cette épave a pu être extraite et conservée grâce au procédé de lyophilisation. Elle est actuellement exposée au musée d'histoire de Marseille.
Légende: 1a- Corne du port, 1b- quai de pierre, 1c- plate-forme de décharge, 2a- Tracé des fortifications grecques de la deuxième moitié du IIe siècle av. J.-C., - 2b- Mur de Crinas, 2c- Tour nord, 2d- Tour penchée, 2e- Courtine, 2f- Tour sud, 3- Avant-mur (Ve siècle), 4- Bassin d'eau douce, 5- Terrasse funéraire à triglyphes bas, 6a- Puits disparu, 6b- Terrasse funéraire disparue, 7- Voie d'entrée (pavage), 8- Centre commercial.

### Fortifications grecques
La plus ancienne découverte a été faite dans la partie nord-ouest et concerne une portion de voie de direction nord-sud qui daterait du VIe siècle av. J.-C.
Un premier rempart constitué d'un socle en calcaire blanc de Saint-Victor surmonté d'une élévation en briques d'argile crue datant de la fin du Ve siècle av. J.-C. a été découvert. Ces fortifications devaient être contemporaines du grand puits public, aujourd'hui disparu, situé au nord de la zone. Ce rempart archaïque est ensuite reconstruit, probablement dans la seconde moitié du IVe siècle av. J.-C. Ce nouveau rempart semble avoir comporté comme le précédent un socle de pierre surmonté d'une élévation en grands blocs de tufs qui remplacent les briques crues. Une porte s'ouvrant sur la route d'Italie de direction est-ouest, est encadrée de deux tours ou bastions. Ce mur est bien visible dans l'angle nord-ouest du jardin actuel. Ce dispositif est précédé d'un fossé.
Dans la seconde moitié du IIe siècle av. J.-C., le rempart est reconstruit sur une grande échelle, cette fois en blocs de calcaire rose en provenance du cap Couronne et acheminés par bateau. C'est ce rempart qui défendit la ville lors du siège de Jules César en 49 av. J.-C. Il restera en fonction jusqu'au début du Moyen Âge. Le mur est construit suivant une technique habituelle de l'architecture militaire grecque avec deux parements construits avec des blocs normalisés, l’intérieur étant rempli des déchets de taille des blocs ou des pierres de l'ancien rempart.  
On distingue du nord au sud :

#### «Mur de Crinas»

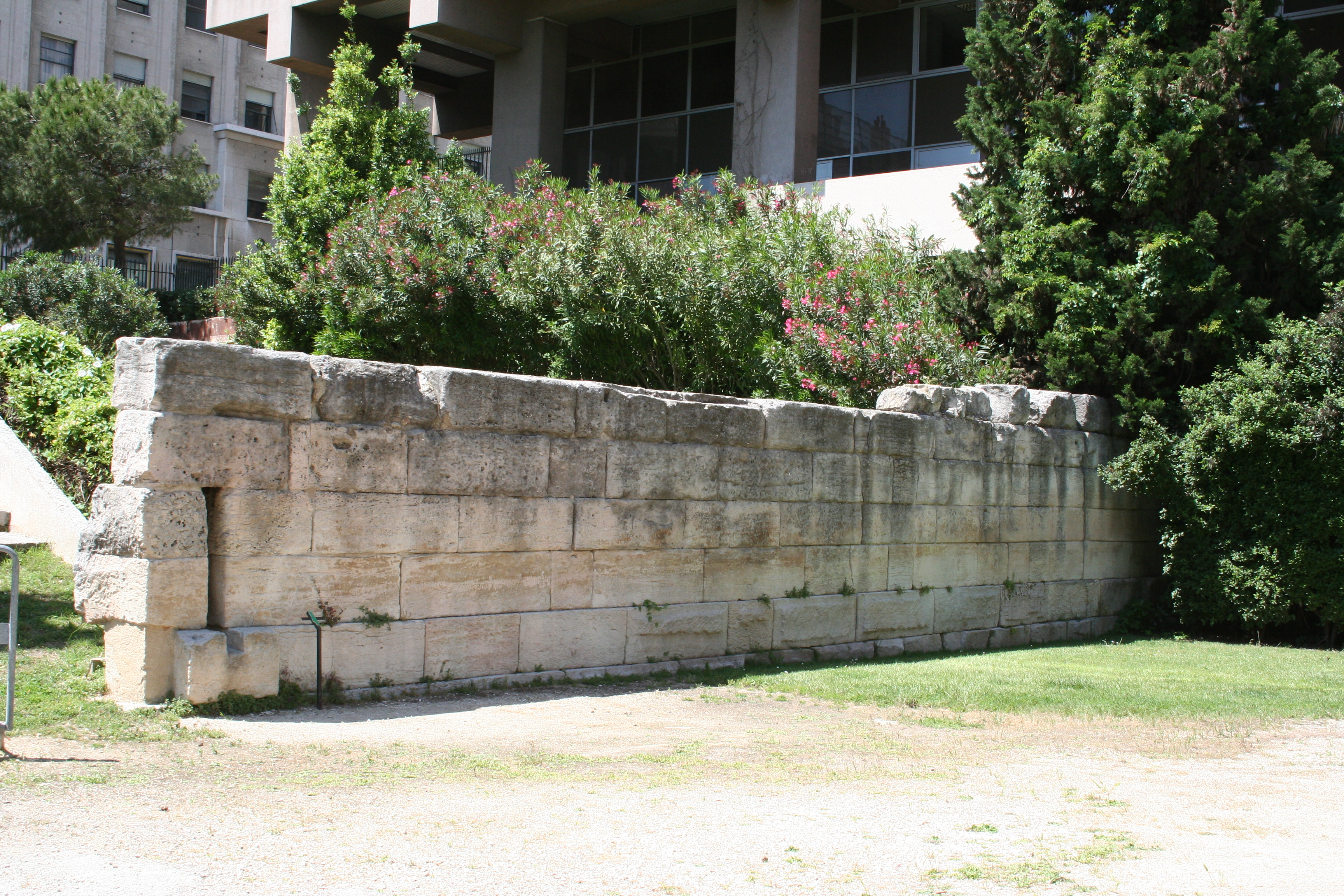
Mur de Crinas.

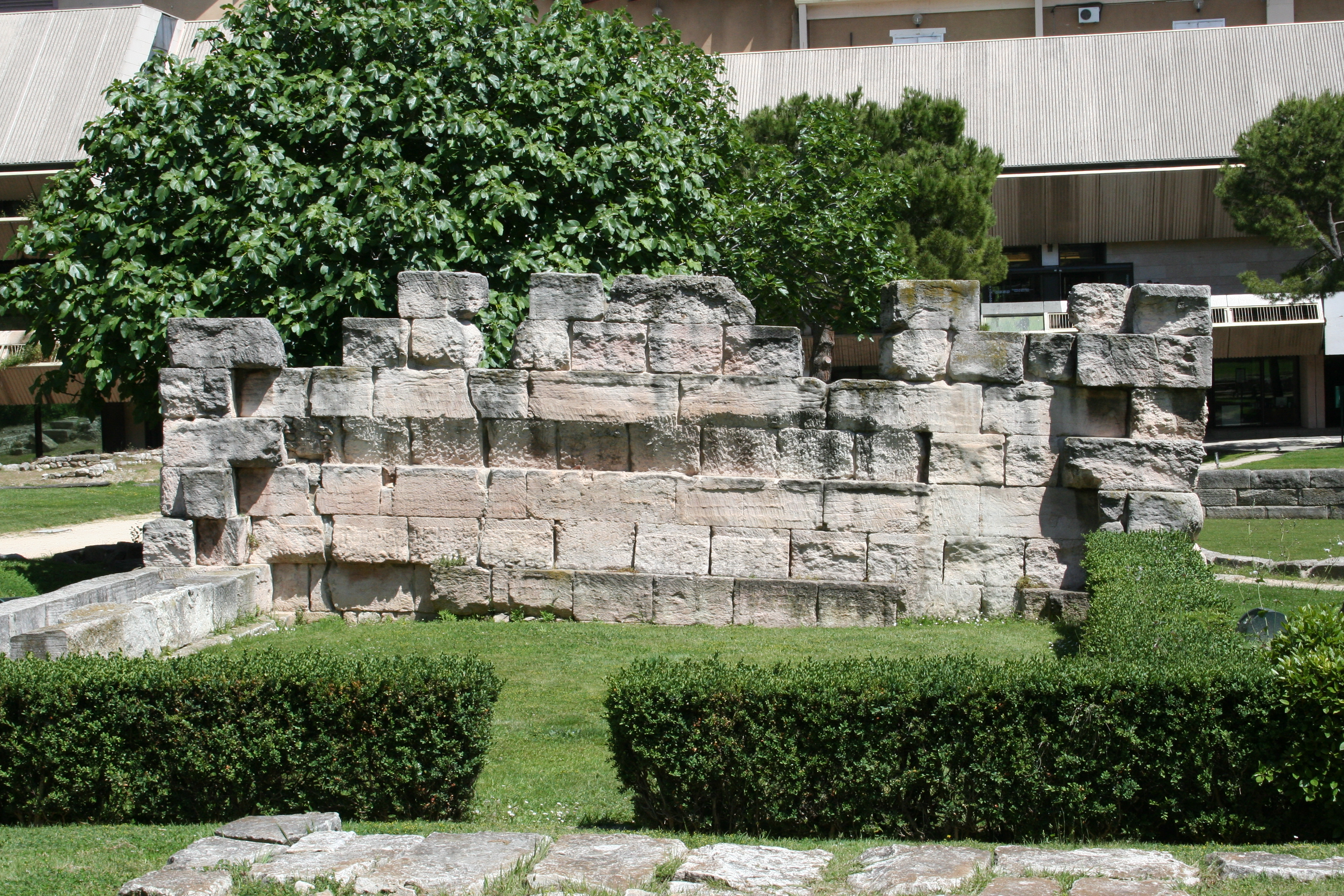
Tour penchée.

Découvert en 1913 et classé monument historique en 1916, ce mur se trouvait dans la cave d’une maison. Certains archéologues de l'époque avaient cru découvrir le rempart que Crinas, riche médecin marseillais installé à Rome, avait fait construire à ses frais dans le courant du Ier siècle. Ce mur est en fait plus ancien et date du IIe siècle av. J.-C. mais a gardé son ancienne appellation. Il s'agit du parement externe du rempart, le parement interne ayant disparu mais se retrouvant dans les fondations. Une chantepleure est visible en bas à gauche du rempart.

#### Tours de défense
La porte d'Italie était gardée par deux tours construites à l'est des tours précédentes du IVe siècle av. J.-C.. 
La tour nord ou tour carrée, de 10,50 m de côté, est accolée au mur de Crinas. Quelques blocs internes portent les marques des carriers ou des tailleurs de pierre. La tour sud est elle aussi appelée aussi tour penchée, car son parement oriental s'est affaissé, le terrain étant jadis marécageux. Elle était également carrée, 10,30 m de côté. Seul le parement oriental est conservé : il présente deux meurtrières. 
Ces deux tours, qui devaient s'élever à une hauteur de 12 à 15 m de hauteur, encadraient la porte d’Italie. Une courtine de 22 m de longueur reliait la tour penchée à une tour rectangulaire (7,8 m × 8,4 m). Cette courtine a été reconstruite pour donner une meilleure idée de cette fortification.

#### Avant-mur
En avant des fortifications hellénistiques, s'élève un avant-mur en ligne brisée, reconstruit vers le Ve siècle.

### Voie dallée

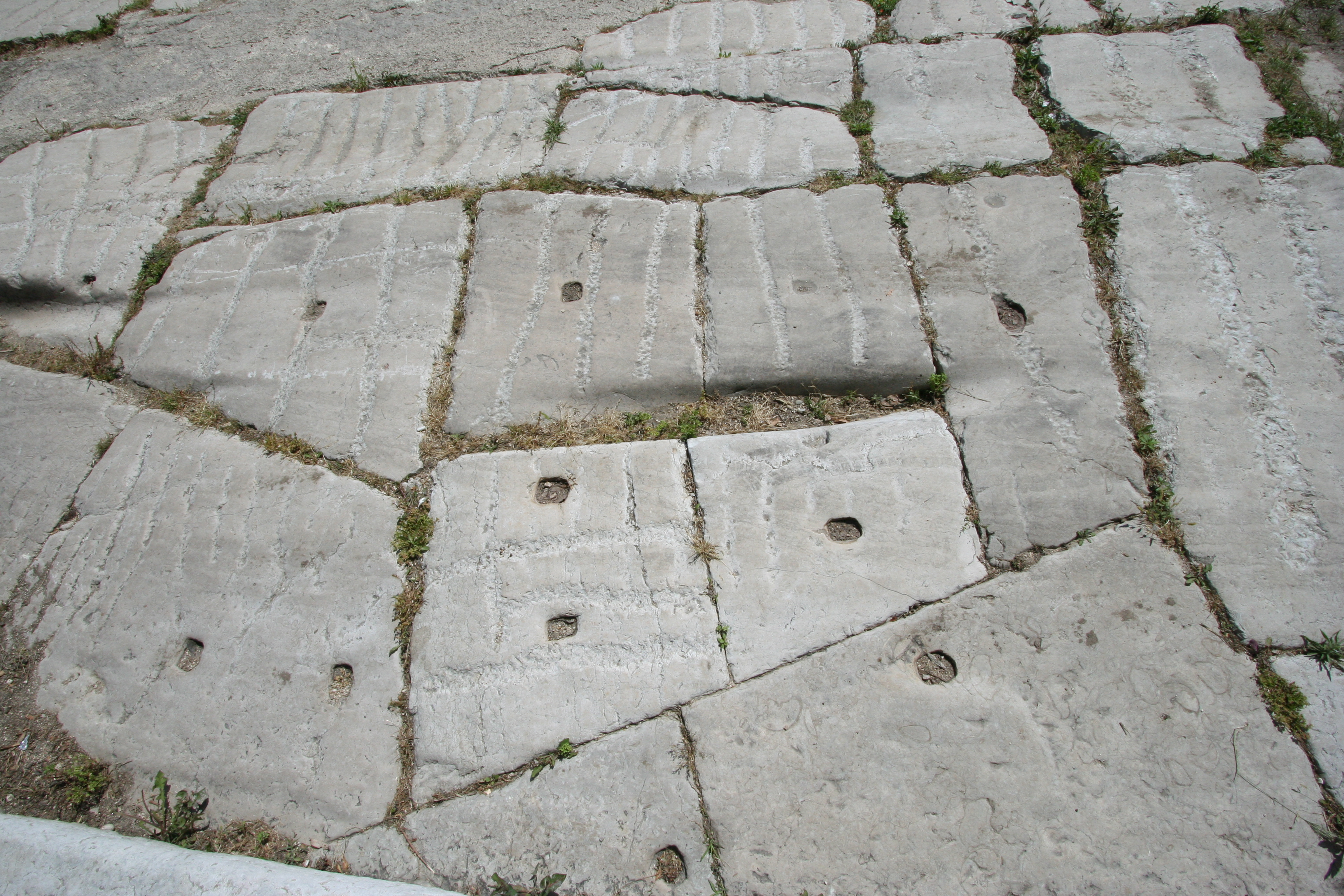
Dalles de la voie romaine.

La voie actuellement visible présente le dernier état de sa construction au Bas-Empire vers le IVe siècle. Elle est confectionnée au moyen de grandes dalles en pierre de Cassis, très résistant au trafic des lourds chariots. Les larges stries encore visibles étaient pratiquées pour éviter le glissement des roues, tandis que les trous visibles au milieu des dalles étaient destinés à leur manutention et leur mise en place. Sur les bords de la chaussée, on distingue un trottoir.

### Bassin d'eau douce

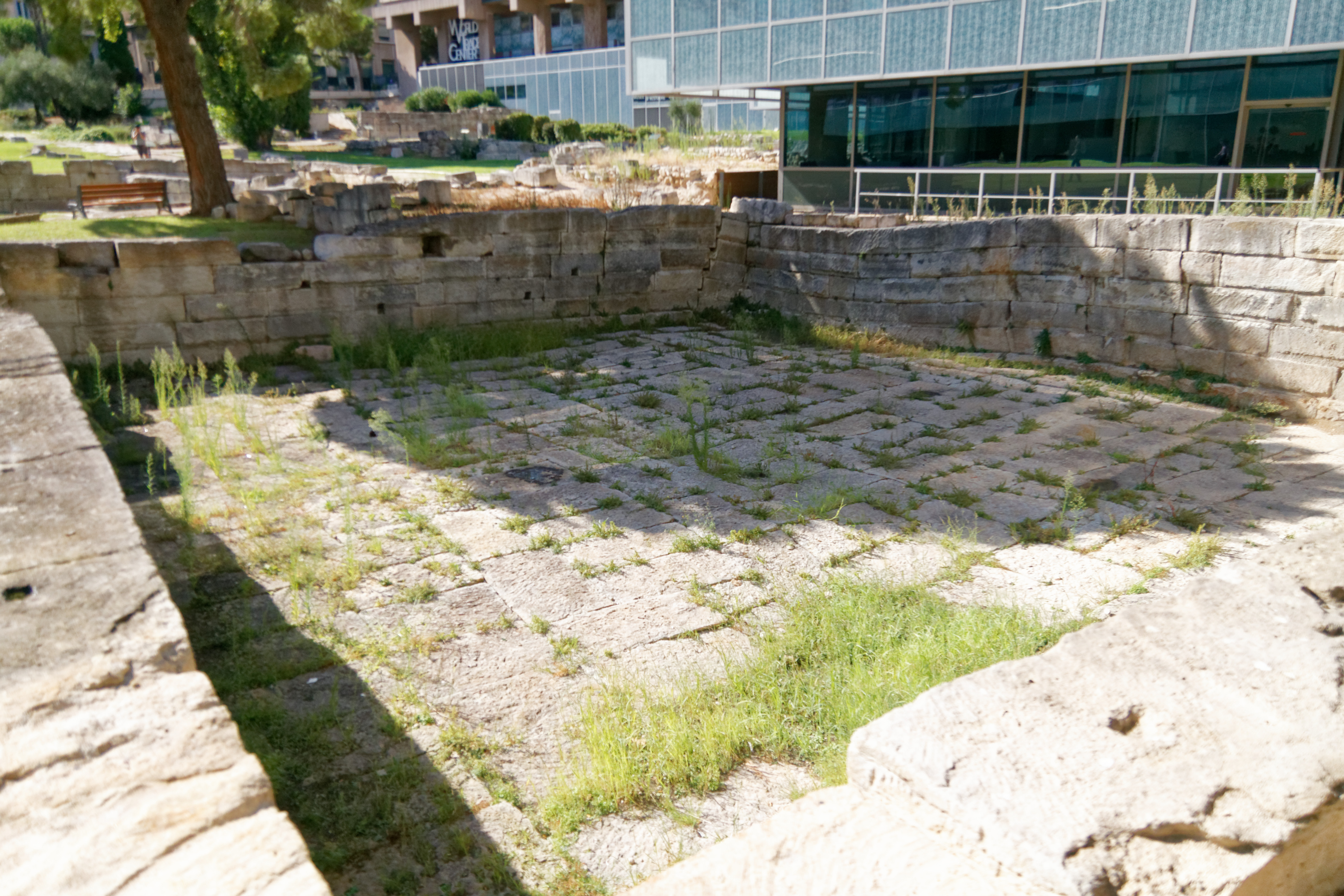
Bassin d'eau douce.

À l'est du jardin et à proximité de la galerie du Centre Bourse se trouve un grand bassin carré réalisé au début du IIe siècle, d'environ 15 m de côté, en pierres bien appareillées, comportant en général cinq assises. Le fond pavé était jointoyé à la poix pour en assurer l'étanchéité. Ce bassin de près de 500 m3 était alimenté en eau par une canalisation captant les eaux d’une source et débouchant dans le parement interne nord-est du bassin. Cette canalisation, qui était protégée par des dalles en pierre de Cassis, a été reconnue sur plus de 100 m vers le nord.
Ce bassin servait à l'alimentation en eau des bateaux. Sur le parement interne occidental, des points d'ancrage et une cavité réservée dans le sol pavé, attestent l'existence d’une roue qui devait avoir 3 m de diamètre, servant à curer les alluvions charriées par l'eau. Il est probable qu'une autre roue devait servir à la remontée de l'eau.

### Terrasses funéraires
Deux enclos funéraires ont été découverts au nord de la voie d'Italie. Celui situé le plus au nord a été détruit en 1973 pour laisser place au Centre Bourse. Chaque enclos de forme rectangulaire a une surface d’environ 100 m2. Il s'agissait en fait de terrasses destinées à être vues depuis la voie d'Italie.
L'enclos conservé est décoré d'une alternance de métopes et de triglyphes qui reposent sur une plinthe. Au centre de cette terrasse a été découvert un socle de forme carrée en grand appareil de calcaire blanc : il pourrait s'agir de la base d'un autel ou d'une statue.
Les enclos ont été construits au début du IVe siècle av. J.-C. Les fouilles ont exclusivement révélé des incinérations au nombre de dix-neuf pour l'enclos nord et six pour le monument à triglyphes, qui se faisaient sur place. Les restes étaient récupérés et placés dans une urne en plomb, céramique ou bronze, placée à l'intérieur de caissons en pierre eux-mêmes aménagés dans une fosse de ces terrasses funéraires. Le musée d'histoire de Marseille présente quelques-unes de ces urnes. Les tombes sont datées du courant du IVe siècle av. J.-C., à l’exception d'une incinération qui serait du IIIe siècle av. J.-C. ; cette dernière serait accidentelle. Ces terrasses funéraires sont définitivement abandonnées au début du IIe siècle av. J.-C. et recouvertes de remblais.